# 심문숙
심문숙(沈文叔, ? ~ 465년)은 중국 남북조 시대 남조 송나라의 정치인이다. 오흥군 무강현(吴興郡 武康縣, 지금의 저장성 덕청현) 출신이다.
남조 송나라의 태위(太尉) 심경지(沈慶之)의 아들로 남조 제나라의 시중(侍中) 심문계(沈文季)의 형이고 남조 제나라의 시중(侍中) 심소략(沈昭略)의 아버지이다.
남조 송나라의 형주자사(荊州刺史) 심유지(沈攸之)의 당질이다.

## 가계
- 부 : 심경지(沈慶之) - 남조 송나라의 시중(侍中) · 태위(太尉)
  - 동생 : 심문계(沈文季) - 남조 제나라의 시중(侍中)
    - 아들 : 심소명(沈昭明) - 비서랑(秘書郎)
      - 손자 : 심욕량(沈昙亮) - 엄흥군공(广興郡公)에 습작

    - 아들 : 심소략(沈昭略) - 남조 제나라의 시중(侍中)
    - 아들 : 심소광(沈昭光)
- 당숙 : 심유지(沈攸之) - 형주자사(荊州刺史)
  - 6촌 : 심문화(沈文和) - 남조 제나라의 초대 황제 소도성(蕭道成, 427년 ~ 482년)의 부마

## 생애
남조 송나라 때, 여러 관직을 거쳐, 전폐제 유자업(前廢帝 劉子業, 449년 ~ 465년)이 황제로 즉위하자 아버지 심경지(沈慶之)에 이어 시중(侍中)에 이르렀다.
그러나, 유자업은 심경지가 자신을 폐위시키고 유자업의 작은 할아버지 강하왕 유의공(江夏王 劉義恭)을 황제로 옹립하려 한다는 의심을 하게 되고, 유자업은 심경지의 사촌 심유지(沈攸之)를 시켜 몰래 독주를 마시게 하여 심경지를 죽였으며, 심경지의 장남 시중 심문숙(沈文叔)도 누명을 씌어 독살시켰다.

## 같이 보기
- 심경지
- 심문계
- 심소략
- 심문화
- 유자업
- 소도성
- 심약
- 심군리
- 심흠
- 심각

## 참고 자료
- 송서
- 남사